# Tinsel Town Rebellion
Tinsel Town Rebellion dupli je album Frank Zappe iz 1981.g. Ponovno je pušten kao singl CD od diskografske kuće Rykodisc. Na albumu ima 15 pjesama i na njima sudjeluje više od 20 ljudi.

## Popis pjesama
1. "Fine Girl" – 3:31
2. "Easy Meat" – 9:19
3. "For the Young Sophisticate" – 2:48
4. "Love of My Life" – 2:15
5. "I Ain't Got No Heart" – 1:59
6. "Panty Rap" – 4:35
7. "Tell Me You Love Me" – 2:07
8. "Now You See It- Now You Don't" – 4:54
9. "Dance Contest" – 2:58
10. "The Blue Light" – 5:27
11. "Tinsel Town Rebellion" – 4:35
12. "Pick Me, I'm Clean" – 5:07
13. "Bamboozled by Love" – 5:46
14. "Brown Shoes Don't Make It" – 7:14
15. "Peaches III" – 5:01

## Popis glazbenika i ostalih osoba s albuma
- Arthur Barrow – Bass, Vocals
- Amy Bernstein – Artwork, Layout Design
- Joe Chiccarelli – Engineer
- Vinnie Colaiuta – Percussion, Drums
- Warren Cuccurullo – Rhythm Guitar, Vocals
- Ferenc Dobronyi –
- George Douglas – Engineer
- Tom Fly – Engineer
- Jo Hansch – Mastering
- Bob Harris – Trumpet, Keyboards, Vocals, High Tenor Vocal
- David Logeman – Drums
- Ed Mann – Percussion
- Tommy Mars – Keyboards, Synthesizer, Vocals
- Thomas Nordegg – Remote Control
- Patrick O'Hearn – Bass
- Mark Pinske – Engineer
- Cal Schenkel – Artwork, Cover Design, Cover Art
- Allen Sides – Engineer
- Bob Stone – Remixing, Remastering, Digital Remastering
- Steve Vai – Guitar, Vocals and Light Blue Hair
- Denny Walley – Vocals, Slide Guitar
- Ray White – Guitar, Vocals
- John Williams – Artwork, Graphic Design
- Ike Willis – Rhythm guitar, Vocals
- Peter Wolf – Keyboards
- Frank Zappa – Guitar, Arranger, Vocals, Producer

## Vanjske poveznice
- Tinsel Town Rebellion - Detalji o tekstu i snimanju albuma.